# Duellmanohyla
Duellmanohyla es un género de anfibios anuros de la familia Hylidae que habita desde Oaxaca (México) hasta el este de Panamá.

## Especies
Se reconocen las siguientes según ASW:
| Nombre binomial           | Autor                     |
| ------------------------- | ------------------------- |
| Duellmanohyla chamulae    | (Duellman, 1961)          |
| Duellmanohyla ignicolor   | (Duellman, 1961)          |
| Duellmanohyla lythrodes   | (Savage, 1968)            |
| Duellmanohyla rufioculis  | (Taylor, 1952)            |
| Duellmanohyla salvavida   | (McCranie & Wilson, 1986) |
| Duellmanohyla schmidtorum | (Stuart, 1954)            |
| Duellmanohyla soralia     | (Wilson & McCranie, 1985) |
| Duellmanohyla uranochroa  | (Cope, 1875)              |